# Sfika
Sfika (grekiska: Σφήκα) är en mindre, obebodd ö i Grekland. Den ligger strax norr om den större ön Kyra Panagia, i kommunen Alonnisos, ögruppen Sporaderna och regionen Thessalien, i den östra delen av landet, 160 km norr om huvudstaden Aten.